# 増田孝
増田 孝（ますだ たかし、1948年（昭和23年）8月25日 - ）は、日本の古文書学者、書跡史学者。愛知東邦大学客員教授。愛知文教大学前学長。博士（文学）。研究分野は日本書跡史、日本文化史。

## 経歴
千葉県千葉市出身。1971年（昭和46年）東京教育大学（現在の筑波大学）教育学部芸術学科卒業。千葉県立佐倉高等学校教諭等を経て、愛知文教大学教授に就任。2007年11月より副学長、前任の坂田新学長の急逝により2010年2月1日から2014年1月31日まで学長。2014年2月より系列校の愛知文教女子短期大学の副学長である富田健弘(現在は両校の学長を兼務)が引き継いだ。約1年のフリー期間を経て、再び愛知県で教鞭を取ることになる。2015年4月より愛知東邦大学で教授、学長補佐を務め2020年現在は客員教授、所属学部は無所属である。
著書多数。テレビ東京の番組「開運!なんでも鑑定団」のセミレギュラーとしても活躍。

## 大学での講義、演習など
- 自ら所有する古文書を積極的に講義に活用していた。温和な人柄で生徒とのやり取りも紳士的である。
- 講義の内容上、テストで評価するのではなくノート提出となっていた(黒板に一文字一文字膨大な量を自身で書いている)。
- 書いた人物がどういう人物であったか、なぜそれを書く必要があったか、押印、時代背景を丁寧に解説する。
- 名古屋大学にある研究施設で和紙が使用された年代の特定をしている。
- 愛知文教大学同窓会(国際文化学部時代)が名鉄ニューグランドホテルで開催していた頃卒業生の参加者と思い出話や自身の近況の報告をしていた。

## 主な著書
- 『光悦の手紙』
- 『茶人の書』
- 『日本近世書跡成立史の研究』
- 『書の真贋を推理する』
- 『古文書―手紙の読み方』